# Джонатан Ерліх
Джонатан Даріо «Йоні» Ерліх (івр. יונתן דאריו "יוני" ארליך; нар. 5 квітня 1977, Буенос Айрес, Аргентина) — колишній ізраїльський професійний тенісист. Протягом своєї кар'єри він в основному був спеціалістом у парному розряді, вигравши чоловічий парний титул на Відкритому чемпіонаті Австралії 2008 року з Енді Рамом. У липні 2008 року він досяг свого найвищого рейтингу в парному розряді під номером 5 у світі. Ерліх досяг 44 парних фіналів і виграв 22 (половину з них), переважно з партнером Енді Рамом; разом вони відомі в Ізраїлі як «Андіоні». Його рекорд Кубка Девіса в парному розряді станом на 2018 рік становив 22–12.

## Життєпис
Джонатан Ерліх, який за національністю є євреєм, народився у Буенос-Айресі, Аргентина. Коли йому виповнився рік, він переїхав до Хайфи, Ізраїль, а зараз мешкає у Тель-Авіві та виступає на змаганнях як ізраїльтянин.
Ерліх почав займатися тенісом, коли йому було три роки, а свій перший турнір він зіграв у віці семи років. Пізніше він пройшов навчання в Інституті Уінгейт, де познайомився з Енді Рамом, своїм майбутнім партнером у парному розряді. Він став професіоналом у 1996 році у віці 19 років.
Також Ерліх відомий як уболівальник футбольної команди «Маккабі» (Хайфа).

## Кар'єра

### 1996—2005
Ерліх і Рам вперше змагалися в Королівському Клубі у червні 2001 року. У 2002 році в Індіанаполісі в одиночному розряді Ерліх переміг Адріана Войнею з Румунії з рахунком 6–2, 6–3, який був 64-им у світовому рейтингу.
Найкращим досягненням ізраїльського дуету був вихід до півфіналу чемпіонату Вімблдону у 2003 році. Вони перемогли Марка Ноулза та Деніела Нестора, але програли у півфіналі чинним чемпіонам Вімблдону Йонасу Бйоркману та Тодду Вудбріджу. Вони були першими ізраїльтянами, які пройшли до півфіналу турніру Великого Шолома.
У вересні 2003 року вони виграли Відкритий чемпіонат Таїланду та у жовтні того ж року Гран-прі Ліона, перемігши у фіналі Жульєна Беннето та Ніколя Маха з рахунком 6–1, 6–3.
У 2004 році на Відкритому чемпіонаті Австралії Ерліх разом із Лізель Губер з Південної Африки дійшов до півфіналу змішаного парного турніру. У півфіналі їх обіграли Леандер Паес і Мартіна Навратілова.
У жовтні 2004 року Рам і Ерліх знову виграли Ліонський турнір. У фіналі вони перемогли Йонаса Бйоркмана і Радека Штепанека з рахунком 7–6, 6–2. Наступна перемога Ерліха та Рама на великому турнірі була в Роттердамі в лютому 2005 року. У фіналі вони перемогли чехів Сиріла Суха та Павла Візнера з рахунком 6–4, 4–6, 6–3. Рам і Ерліх пропустили Відкритий чемпіонат Франції в 2005 році через те, що батько Рама помер незадовго до початку турніру. Вони зайняли 8-е місце в парному рейтингу наприкінці 2005 року і виступали запасними на Кубку Мастерс у Шанхаї.

### 2006—2010
В березні 2006 року Ерліх і Рам завоювали титул чемпіонів Аделаїди, перемігши росіян Дмитра Турсунова та Ігоря Куніцина з рахунком 6–3, 6–2.
У серпні 2007 року на турнірі в Цинциннаті 1000 Мастерс, Ерліх і Рам у фіналі перемогли першу ракетку світу— братів Браянів з рахунком 4–6, 6–3, 13–11. У листопаді 2007 року в Китаї вони знову перемогли братів Брайанів на Кубку Мастерс з тенісу, 7–6, 2–6, 6–1. На Відкритому чемпіонаті США 2007 року вони з Рамом грали у парному розряді, але програли з рахунком 5–7, 6–7 Саймону Аспеліну та Джуліану Ноулу, які стали переможцями цього турніру.
У 2008 році Ерліх і Рам виграли свій перший турнір Великого Шолома на Відкритому чемпіонаті Австралії, перемігши Арно Клемана та Мікаеля Льодра з рахунком 7–5, 7–6.
З вересня 2008 року по травень 2009 року Ерліх відновлювався після операції на правому лікті і щоразу зазнавав невдач, у той час як Рам грав у парному розряді з іншими партнерами. У травні 2009 року вони з Рамом вперше зіграли разом на Відкритому чемпіонаті Ізраїлю ATP Challenger. Вони дійшли до фіналу турніру, де програли Джорджу Бастлу та Крісу Гуччоне з рахунком 6–3, 7–6. Після цього турніру Рам заявив, що збирається завершити сезон зі своїм тимчасовим партнером Максом Мирним, а потім продовжить грати з Ерліхом на постійній основі. Пізніше в тому ж місяці Ерліх виграв свій перший турнір ATP після повернення до гри з партнером Харелом Леві.
Ерліх був партнером Новака Джоковича на чемпіонаті Королівського Клубу у 2010 році, виборовши титул. Для Джоковича це був єдиний парний титул у кар'єрі.

### 2021: 400 перемог у кар'єрі
У травні 2021 року Ерліх із партнером Андрієм Василевським виграв свій 22-й титул у парному розряді на Відкритому чемпіонаті Белграда із всіх 44-ьох фіналів. Ця перемога залишилася передостанньою до відмітки в 400 перемог у кар'єрі.

### 2022: Завершення кар'єри
У вересні 2022 року Ерліх оголосив про завершення кар'єри після участі у Відкритому чемпіонаті Тель-Авіву, де він мав грати у парі з Новаком Джоковичем. Йому довелося відмовитися від гри через травму, таким чином Ерліх завершив свою професійну кар'єру.

## Турніри

### Кубок Девіса
В 2000 році та в 2002—2009 роках, граючи за збірну Ізраїлю на Кубку Девіса, Ерліх виграв 12 із своїх 16 матчів, включаючи перемоги Ізраїлю над Великою Британією у 2006 році, перемогу над Люксембургом у 2007 році, перемогу над Італією та Чилі у 2007 році (в яких він і Рам переміг золотих олімпійських медалістів Гонсалеса та Массу), а також перемогу над Росією 2009 року.
Ізраїль (посідає 8-е місце в турнірній таблиці Кубка Девіса з 5394 очками) грав проти Росії (переможницею у 2002 і 2006 роках і країна з найкращим рейтингом у турнірній таблиці Кубка Девіса з 27 897 очками) у чвертьфінальному матчі Кубка Девіса в липні 2009 року. На критих хардових кортах на Nokia Arena у Тель-Авіві. Ізраїль представляли Джонатан Ерліх, Енді Рам, Дуді Села та Харел Леві. Команда Росії складалась із Марата Сафіна, Ігоря Андрєєва, Ігоря Куніцина і Михайла Южного. У своєму інтерв'ю перед матчем Сафін сказав пресі: «З усією повагою, Ізраїлю пощастило потрапити до чвертьфіналу». Відповіддю ізраїльської команди була перемога над збірною Росії в кожному з перших трьох матчів, таким чином вони виграли нічию. Харел Леві, переміг найкращого гравця Росії Андрєєва з рахунком 6–4, 6–2, 4–6, 6–2 у стартовому матчі. Потім Дуді Села переміг російського Южного з рахунком 3–6, 6–1, 6–0, 7–5. Капітан ізраїльської команди Еяль Ран порівняв своїх гравців із двома винищувачами на корті, сказавши: «Склалось таке враження, ніби сьогодні на корті були два F-16, вони грали неймовірно добре». Матч відвідало 10 500 людей, що стало найбільшим натовпом за всю історію тенісного матчу, який проводився в Ізраїлі. Наступного дня Ерліх і Рам перемогли Сафіна та Куніцина з рахунком 6–3, 6–4, 6–7, 4–6, 6–4 перед галасливим натовпом із понад 10 000 людей. «Це те, чим я буду пишатися все своє життя»,— сказав Ерліх. Згодом він додав: «У кожного є мрії, але є такі, в здійснення яких ви не вірите, і перемога над Росією з рахунком 3:0 була саме такою… але ми це зробили». Навіть газета Saudi описала парний матч як «захоплюючу» перемогу. Еяля Рана несли на плечах по стадіону Тель-Авіва, а 10-тисячний натовп аплодував. Коли Ізраїль зіграв у нічию, зворотні одиночні змагання були «мертвими», і замість п'яти сетів було зіграно три, результати яких не мали великого значення. Ізраїль здобув перемогу над Росією з рахунком 4–1, коли Леві переміг Куніцина 6–4, 4–6, 7–6, а Села завершив кар'єру через травму зап'ястка під час гри проти Андрєєва з рахунком 3-4.

### Олімпійські ігри
Ерліх і Рам представляли Ізраїль на літніх Олімпійських іграх 2004 року в Афінах, Греції, і дійшли до чвертьфіналу. Вони також представляли Ізраїль на літніх Олімпійських іграх 2008 року в Пекіні, Китаї.

## Фінали турнірів ATP

### Парний розряд: 45 (22 титули, 23 поразки)
| Легенда                       |
| ----------------------------- |
| Турніри Великого шолома (1–0) |
| ATP World Tour Фінали (0–0)   |
| Тур ATP Мастерс 1000 (2–4)    |
| Тур ATP 500 (1–3)             |
| Тур ATP 250 (18–16)           |

| Титули за покриттям |
| ------------------- |
| Тверде (11–20)      |
| Ґрунт (2–1)         |
| Трава (7–2)         |
| Килим (2–0)         |

| Титули by setting |
| ----------------- |
| Під небом (17–15) |
| У залі (5–8)      |

| Результат | В-П   | Дата     | Турнір                                            | Tier           | Покриття   | Партнер              | Опоненти                                 | Рахунок                |
| --------- | ----- | -------- | ------------------------------------------------- | -------------- | ---------- | -------------------- | ---------------------------------------- | ---------------------- |
| Перемога  | 1–0   | Лип 2000 | Hall of Fame Open, США                            | International  | Трава      | Харел Леві           | Кайл Спенсер Мітч Спренгелмеєр           | 7–6(7–2), 7–5          |
| Перемога  | 2–0   | Вер 2003 | Thailand Open, Таїланд                            | International  | Тверде (i) | Енді Рам             | Ендрю Кратцманн Яркко Ніємінен           | 6–3, 7–6(7–4)          |
| Перемога  | 3–0   | Жов 2003 | Open Sud de France, Франція                       | International  | Килим (i)  | Енді Рам             | Жульєн Беннето Ніколя Маю                | 6–1, 6–3               |
| Поразка   | 3–1   | Січ 2004 | Maharashtra Open, Індія                           | International  | Тверде     | Енді Рам             | Рафаель Надаль Томмі Робредо             | 6–7(3–7), 6–4, 3–6     |
| Поразка   | 3–2   | Лют 2004 | Rotterdam Open, Нідерланди                        | Intl. Gold     | Тверде (i) | Енді Рам             | Пол Генлі Радек Штепанек                 | 7–5, 6–7(5–7), 5–7     |
| Перемога  | 4–2   | Жов 2004 | Grand Prix de Tennis de Lyon, Франція (2)         | International  | Килим (i)  | Енді Рам             | Йонас Бйоркман Радек Штепанек            | 7–6(7–2), 6–2          |
| Перемога  | 5–2   | Лют 2005 | Rotterdam Open, Нідерланди (2)                    | Intl. Gold     | Тверде (i) | Енді Рам             | Цирил Сук Павел Візнер                   | 6–4, 4–6, 6–3          |
| Перемога  | 6–2   | Чер 2005 | Nottingham Open, Велика Британія                  | International  | Трава      | Енді Рам             | Сімон Аспелін Тодд Перрі                 | 4–6, 6–3, 7–5          |
| Поразка   | 6–3   | Лип 2005 | Los Angeles Open, США                             | International  | Тверде     | Енді Рам             | Рік Ліч Браян Макфі                      | 3–6, 4–6               |
| Поразка   | 6–4   | Сер 2005 | Мастерс Канада, Канада                            | Masters Series | Тверде     | Енді Рам             | Вейн Блек Кевін Ульєтт                   | 7–6(7–5), 3–6, 0–6     |
| Поразка   | 6–5   | Жов 2005 | Таїланд Open, Таїланд (2)                         | International  | Тверде (i) | Енді Рам             | Paul Hanley Леандер Паес                 | 6–5(7–5), 1–6, 2–6     |
| Поразка   | 6–6   | Жов 2005 | Vienna Open, Австрія                              | Intl. Gold     | Тверде (i) | Енді Рам             | Марк Ноулз (тенісист) Деніел Нестор      | 3–5, 4–5(4–7)          |
| Перемога  | 7–6   | Січ 2006 | Brisbane International, Австралія                 | International  | Тверде     | Енді Рам             | Paul Hanley Кевін Ульєтт                 | 7–6(7–4), 7–6(12–10)   |
| Поразка   | 7–7   | Лют 2006 | Rotterdam Open, Нідерланди (3)                    | Intl. Gold     | Тверде (i) | Енді Рам             | Paul Hanley Кевін Ульєтт                 | 6–7(4–7), 6–7(2–7)     |
| Поразка   | 7–8   | Тра 2006 | Мастерс Рим, Італія                               | Masters Series | Ґрунт      | Енді Рам             | Марк Ноулз (тенісист) Деніел Нестор      | 4–6, 7–5, [11–13]      |
| Перемога  | 8–8   | Чер 2006 | Nottingham Open, UK (2)                           | International  | Трава      | Енді Рам             | Ігор Куніцин Дмитро Турсунов             | 6–3, 6–2               |
| Перемога  | 9–8   | Сер 2006 | Connecticut Open, США                             | International  | Тверде     | Енді Рам             | Маріуш Фирстенберг Марцин Матковський    | 6–3, 6–3               |
| Перемога  | 10–8  | Жов 2006 | Таїланд Open, Таїланд (3)                         | International  | Тверде (i) | Енді Рам             | Енді Маррей Джеймі Маррей                | 6–2, 2–6, [10–4]       |
| Поразка   | 10–9  | Бер 2007 | Las Vegas Open, США                               | International  | Тверде     | Енді Рам             | Боб Браян Майк Браян                     | 6–7(6–8), 2–6          |
| Поразка   | 10–10 | Бер 2007 | Indian Wells Open, США                            | Masters Series | Тверде     | Енді Рам             | Мартін Дамм Леандер Паес                 | 4–6, 4–6               |
| Поразка   | 10–11 | Сер 2007 | Washington Open, США                              | International  | Тверде     | Енді Рам             | Боб Браян Майк Браян                     | 6–7(5–7), 6–3, [7–10]  |
| Перемога  | 11–11 | Сер 2007 | Мастерс Цинциннаті, США                           | Masters Series | Тверде     | Енді Рам             | Боб Браян Майк Браян                     | 4–6, 6–3, [13–11]      |
| Перемога  | 12–11 | Січ 2008 | Відкритий чемпіонат Австралії з тенісу, Австралія | Grand Slam     | Тверде     | Енді Рам             | Арно Клеман Мікаель Льодра               | 7–5, 7–6(7–4)          |
| Перемога  | 13–11 | Бер 2008 | Indian Wells Masters, США                         | Masters Series | Тверде     | Енді Рам             | Деніел Нестор Ненад Зімоньїч             | 6–4, 6–4               |
| Поразка   | 13–12 | Сер 2008 | Cincinnati Masters, США                           | Masters Series | Тверде     | Енді Рам             | Боб Браян Майк Браян                     | 6–4, 6–7(2–7), [7–10]  |
| Перемога  | 14–12 | Чер 2010 | Queen's Club Championships, Велика Британія       | 250 Series     | Трава      | Новак Джокович       | Кароль Бек Давід Шкох                    | 7–6(8–6), 2–6, [10–3]  |
| Поразка   | 14–13 | Жов 2010 | Таїланд Open, Таїланд (4)                         | 250 Series     | Тверде (i) | Юрген Мельцер        | Крістофер Кас Віктор Троїцький           | 4–6, 4–6               |
| Перемога  | 15–13 | Чер 2011 | Eastbourne International, Велика Британія         | 250 Series     | Трава      | Енді Рам             | Григор Димитров Андреас Сеппі            | 6–3, 6–3               |
| Перемога  | 16–13 | Сер 2011 | Winston-Salem Open, США                           | 250 Series     | Тверде     | Енді Рам             | Крістофер Кас Александер Пея             | 7–6(7–2), 6–4          |
| Поразка   | 16–14 | Січ 2012 | Chennai Open, Індія                               | 250 Series     | Тверде     | Енді Рам             | Леандер Паес Янко Типсаревич             | 4–6, 4–6               |
| Перемога  | 17–14 | Тра 2012 | Serbia Open, Сербія                               | 250 Series     | Ґрунт      | Енді Рам             | Мартін Еммріх Андреас Сільєстрем         | 4–6, 6–2, [10–6]       |
| Поразка   | 17–15 | Чер 2013 | Halle Open, Німеччина                             | 250 Series     | Трава      | Даніеле Браччалі     | Сантьяго Гонсалес Скотт Ліпскі           | 2–6, 6–7(3–7)          |
| Поразка   | 17–16 | Лип 2014 | Hall of Fame Tennis Championships, США (2)        | 250 Series     | Трава      | Ражів Рам            | Кріс Гуччоне Ллейтон Г'юїтт              | 5–7, 4–6               |
| Перемога  | 18–16 | Жов 2015 | Shenzhen Open, КНР                                | 250 Series     | Тверде     | Колін Флемінг        | Кріс Гуччоне Андре Са                    | 6–1, 6–7(3–7), [10–6]  |
| Поразка   | 18–17 | Лют 2016 | Open 13, Франція                                  | 250 Series     | Тверде (i) | Колін Флемінг        | Мате Павич Майкл Вінус                   | 2–6, 3–6               |
| Поразка   | 18–18 | Сер 2016 | Los Cabos Open, Мексика                           | 250 Series     | Тверде     | Кен Скупскі          | Пурав Раджа Дівідж Шаран                 | 6–7(4–7), 6–7(3–7)     |
| Поразка   | 18–19 | Січ 2017 | ATP Auckland Open, Нова Зеландія                  | 250 Series     | Тверде     | Скотт Ліпскі         | Марцин Матковський Айсам-уль-Хак Куреші  | 6–1, 2–6, [3–10]       |
| Перемога  | 19–19 | Жов 2017 | Chengdu Open, КНР                                 | 250 Series     | Тверде     | Айсам-уль-Хак Куреші | Маркус Даніелл Марсело Демолінер         | 6–3, 7–6(7–3)          |
| Перемога  | 20–19 | Лип 2018 | Hall of Fame Tennis Championships, США (3)        | 250 Series     | Трава      | Артем Сітак          | Марсело Аревало Мігель Ангел Реєс-Варела | 6–1, 6–2               |
| Перемога  | 21–19 | Чер 2019 | Antalya Open, Туреччина                           | 250 Series     | Трава      | Сітак Артем Юрійович | Іван Додіг Філіп Полашек                 | 6–3, 6–4               |
| Поразка   | 21–20 | Жов 2019 | Chengdu Open, КНР                                 | 250 Series     | Тверде     | Фабріс Мартен        | Нікола Чачиц Душан Лайович               | 6–7(9–11), 6–3, [3–10] |
| Поразка   | 21–21 | Лют 2020 | Maharashtra Open, Індія                           | 250 Series     | Тверде     | Андрій Василевський  | Андре Ґоранссон Крістофер Рунґкат        | 2–6, 6–3, [8–10]       |
| Поразка   | 21–22 | Лют 2021 | Open Sud de France, Франція                       | 250 Series     | Тверде (i) | Andrei Vasilevski    | Генрі Контінен Едуар Роже-Васслен        | 2–6, 5–7               |
| Перемога  | 22–22 | Тра 2021 | Belgrade Open, Сербія                             | 250 Series     | Ґрунт      | Andrei Vasilevski    | Андре Ґоранссон Рафаель Матос            | 6–4, 6–1               |
| Поразка   | 22–23 | Вер 2021 | Almaty Open, Казахстан                            | 250 Series     | Тверде (i) | Andrei Vasilevski    | Santiago González Андрес Мольтені        | 1–6, 2–6               |